# Haratin
Els Haratin (també transliterat haratins, harratines o haratine, etc., en singular hartani) són els habitants dels oasis del Sàhara, i que habiten fonamentalment al sud d'Algèria, Marroc, Mauritània i Sàhara Occidental. Alguns són de tipus mongoloide però més que una ètnia diferent són vistos com una casta inferior al d'altres habitants (anteriorment entremig dels ahrar o lliures i els abid o esclaus). Constitueixen un grup social i ètnicament diferent d'aquells altres pobladors locals majoritàriament sedentaris, no-nòmades, de pell més fosca i que parlen amazic o àrab. Alguns investigadors descriuen a aquest grup com una casta social que s'estén pels països esmentats, i que estaria formada per descendents de les tribus amazigues del sud. Treballen d'agricultors als palmerars i a Mauritània també de pastors.

## Etimologia
El terme haratin té un origen incert i s'ha intentat lligar tant a una arrel àrab, que significaria ‘conreador’, com a una d'amaziga, significant ‘negre’. Podria ser una versió arabitzada d'ihardahen (singular ahardan), terme amazic per fer referència a ‘color fosc’ o del tuareg, que vol dir ‘mulat’; en àrab harrathin vol dir ‘treballadors d'aixada’; hurrthani vol dir ‘home lliure de segona classe o llibert’. Tanmateix, totes les etimologies proposades són dubtoses.

## Haratins a Mauritània
A Mauritània, els haratin formen un dels majors grup ètnic que aplega al 40% dels mauritans. Sovint es refereixen a si mateixos com "moros negres", en contrast amb els Beidane, o "moros blancs". Els haratin parlen àrab i reclamen orígens àrabs o amazics. Això els diferència dels pobles de l'Àfrica subsahariana al sud de Mauritània (com els wòlofs i soninkes). Els haratin, per contra, es consideren part de la comunitat àrab. El seu origen no és clar: es creu que alguns són els descendents dels esclaus portats d'altres regions d'Àfrica (Àfrica saheliana central i oriental), mentre que altres potser són descendents d'una població sedentària que ha viscut en el lloc des del Neolític quan el Sàhara va ser ocupat per pobles de pell negra.
La majoria dels haratins són descendents de bambara, fulani, soninké i wolofs, grups que havien fugit al sud més enllà de la vall del riu Senegal, quan els amazics, i més tard els àrabs, es van establir a la regió en el segle iii. Els que es van quedar es van barrejar amb amazics i àrabs que històricament eren els governants dels regnes repartits per tot el nord d'Àfrica.
Tot i que el govern de Mauritània ha emès declaracions d'emancipació, la discriminació contra els haratin encara està molt estesa, i alguns segueixen sent, per a tots els propòsits pràctics, esclavitzats, mentre que un gran nombre viuen en altres formes de dependència informal dels seus antics amos. Amnistia Internacional va informar que en 1994 90.000 haratin encara vivien com a "propietat" del seu amo, amb un informe que indica que "l'esclavitud a Mauritània és més dominant dins de la classe alta tradicional dels moros."
L'informe també va observar que "les actituds [s]ocials han canviat entre la majoria de moros urbans, però a les zones rurals, l'antiga bretxa és encara molt viva." Hi ha hagut molts intents d'avaluar la veritable extensió de l'esclavitud a la Mauritània moderna, però aquests majoritàriament s'han vist frustrats per la postura oficial del govern de Nouakchott de que la pràctica ha estat eliminada. Amnistia estima, a més, que uns 300.000 esclaus alliberats continuen servint als seus amos anteriors, a causa de la dependència psicològica o econòmica.

## Haratins al Sàhara Occidental
La situació dels haratins al Sàhara Occidental i el seu nombre real és poc conegut, i complica pel fet que la població del Sàhara Occidental s'ha dividit en diversos segments pel conflicte del Sàhara Occidental, que enfronta el govern del Marroc (que controla la major part del territori) contra el front Polisario (basat a Tindouf, Algèria). La situació històrica dels haratins s'assemblava a la dels de Mauritània, ja que el saharauis població està molt estretament relacionada amb els moros de Mauritània. Tanmateix, es creu que el nombre de haratins hi ha estat considerablement menor al Sàhara Occidental, potser a causa de l'estil de vida gairebé totalment nòmada de les tribus saharauis.
Generalment a Mauritània van gaudir de condicions més mixtes que la regió totalment desèrtica del Sàhara occidental, on l'agricultura té un paper molt més important en la vida econòmica. No obstant això, independentment de la mida de la minoria haratin, l'esclavitud existia en els mateixos termes que a Mauritània. Aquesta pràctica es va mantenir fins a la dècada de 1970, de facto tolerades per les autoritats colonials espanyoles. En la dècada de 1970, el Front Polisario s'ha oposat públicament a la pràctica, i ha criminalitzat totes les formes d'esclavitud, mentre que l'esclavitud va ser abolida al Marroc a començament del segle xx.
No obstant això, els informes persisteixen en la continuació de la discriminació social, encara que l'abast és discutit, i ha entrat en el conflicte polític. Marroc al·lega que l'esclavitud està molt estesa als campaments de refugiats de Tindouf controlats pel Front Polisario al sud-oest d'Algèria; el Polisario ho nega i afirma haver erradicat l'esclavitud a través de campanyes de sensibilització. Un informe de recerca de Human Rights Watch del 2009 va entrevistar a alguns saharauis de pell fosca, que són una petita minoria als camps; van manifestar que alguns "negres" són "propietat" dels "blancs", però aquesta propietat manifestava només en "concedir" drets de matrimoni a les nenes. En altres paraules, una noia de pell fosca ha de tenir una aprovació del seu "amo blanc", i no del seu pare biològic, ja que està estipulat per l'escola maliki de l'Islam. No obstant això, el matrimoni no pot ser realitzat per un cadí (jutge islàmic).
L'informe assenyala que el Polisario afirma oposar-se a qualsevol tipus de discriminació, però planteja preguntes sobre la possible col·lusió oficial o indiferència a la pràctica. A més, HRW ha trobat un cas d'un document oficial que concedeix la llibertat d'un grup de famílies esclaves. El document en qüestió data de 2007 i va ser signat per un jutge local o un funcionari oficial. L'esclavitud encara està gravada a la memòria per raons històriques i tradicionals, i aquests casos no són tan impactant com es podria pensar a la societat dels campaments de refugiats saharauis.
HRW va saber d'un altre cas d'una nena saharaui de pell fosca, de 9 anys, que va ser enviada a passar les seves vacances a Espanya amb una família d'acollida. La nena es va negar a tornar als campaments de refugiats saharauis de Tindouf i va dir que la seva família la subjugarà per fer treballs casolans. Va afegir, a més, que li van demanar de llevar-se d'hora i realitzar diverses tasques mentre que els altres nens de la família anaven a l'escola. Un tribunal espanyol va concedir la custòdia d'aquesta nena a la seva família d'acollida a Espanya amb la finalitat de protegir-la dels suposats abusos.
A més, es va descobrir que la família biològica de la nena residia a Mauritània i que la va enviar als camps l'organització no governamental mauritana SOS Esclaus, que va investigar el cas i va arribar a la conclusió que "no tenien cap prova de l'esclavitud en aquest cas, però va dir que els fets eren consistents amb qualsevol esclavitud o tracta de treball infantil". HRW arriba a la conclusió que algunes formes de discriminació semblen persistir, i que la qüestió mereix una investigació més a fons. HRW conclou el seu capítol sobre l'esclavitud de la següent manera:
| « | "En suma, fonts fidedignes van declarar a Human Rights Watch sobre els vestigis de l'esclavitud que segueixen afectant la vida d'una part de la minoria negre als camps de Tindouf. Les pràctiques abasten els vincles històrics entre les famílies que impliquen certs drets i obligacions que no són sempre són clars. Ser un esclau no exclou necessàriament gaudir de llibertat de moviments. En resposta a les preguntes sobre l'esclavitud, el Polisario ha reconegut la supervivència "de forma limitada, de certes pràctiques relacionades amb el pensament antiquat" i va dir que estava "decidit a combatre'ls i erradicar-los cada vegada que sorgeixen i sense importar la forma que prenen." Donem la benvinguda a aquesta declaració i instem al Polisario a estar vigilants en la consecució d'aquest objectiu." | » |